# Mir domowy
Mir domowy – (od staropolskiego znaczenia: „ład”) to spokój zamieszkiwania jako przedmiot ochrony prawa karnego; w Polsce naruszenie go przez wdarcie się do cudzego domu, lokalu lub nieopuszczanie ich wbrew żądaniu uprawnionej osoby jest przestępstwem naruszenia miru domowego.